# Säkerhetsbranschen
SäkerhetsBranschen är en svensk branschorganisation för säkerhetsbolag, bildad 2013. Organisationen har cirka 505 säkerhetsföretag som medlemmar vilka tillsammans omsätter 57 miljarder kronor per år och har 33 000 medarbetare. Organisationen har sin bakgrund i Swelarm och Sweguard.
SäkerhetsBranschens övergripande uppgift är att arbeta för fler och bättre affärer för sina medlemmar samt att medlemsföretagen har rätt kompetens, agerar ansvarsfullt och levererar med hög kvalitet. 
Organisationen har följande fokusområden:
- Samhällspåverkan via politiker, myndigheter och media
- Samverkan kring kompetensförsörjning, FoU och utbildning
- Regelverk som lagstiftning, standarder och normer
- Statistik och trender
- Kvalitet, etik och miljö

Säkerhetsbranschens vd är sedan 2022 Jeanette Lesslie, och dess ordförande är sedan 2019 Kettil Stenberg.
SäkerhetsBranschen är grundare av Säkerhetsuniversitetet, en skola som startades 2020 och som erbjuder utbildningar inom säkerhet.

## Delbarnschföreningar
Inom SäkerhetsBranschen finns  fyra delbranschföreningar. Respektive sektion leds av en ordförande och en vice ordförande.
- SLR – Sveriges Lås och Säkerhetsleverantörers Riksförbund[5]
- GBF – Glasbranschföreningen
- Svebra – Svenska Brandsäkerhetsföretag[6]
- SEM Group – Säkerhet inom Elektronik och Mekanik[7]